# Alt-tech
Alt-tech, abbreviazione inglese di alternative (right) technology (in italiano: tecnologia delle destre alternative), è un termine utilizzato per definire un gruppo di siti web, servizi di rete sociale e fornitori di servizi Internet diventati popolari tra l'alt-right, l'estrema destra e altre correnti che sposano opinioni estreme o marginali, a causa della concezione che gli host considerati mainstream non offrano una politica di moderazione neutrale.
Alcuni servizi alt-tech mettono in atto politiche di moderazione dei contenuti meno rigorose che hanno attratto utenti banditi o limitati da servizi più tradizionali quali Twitter, Facebook e Instagram, mentre alcuni servizi sono stati creati appositamente per soddisfare gli utenti estremisti. Diverse piattaforme alt-tech si descrivono come protettori della libertà di parola e della libertà individuale.

## Storia
Il termine alt-tech è stato coniato per la prima volta nel 2010. La popolarità di questi servizi è stata attribuita, in parte, ai divieti e alle restrizioni imposte da aziende come Facebook e Twitter (a volte descritti in modo peggiorativo come Big Tech o GAFAM).
Dopo il raduno Unite the Right di Charlottesville dell'agosto 2017, le compagnie internet come Google, Facebook e Twitter sono state criticate per non aver aderito ai loro termini di servizio e hanno reagito con politiche volte a deplorare i suprematisti bianchi.
Le piattaforme alt-tech hanno sperimentato un'altra impennata di popolarità nel gennaio 2021, quando il presidente degli Stati Uniti d'America Donald Trump, e molti dei suoi seguaci, sono stati sospesi da Twitter e altre piattaforme; ciò ha portato alla popolarità di servizi come Parler, Gab o Gettr. Nel febbraio del 2022 l'ex presidente ha lanciato il suo social media, Truth Social.
Science nel settembre 2020, ha scritto che alcuni siti web alt-tech sono specificamente dedicati a servire comunità di destra, nominando 4chan (2003), 8chan (2013), Gab (2016), BitChute (2017) e Parler (2018) come esempi. Mentre hanno notato che altri erano più ideologicamente neutrali, come Discord e Telegram. Discord ha poi lavorato per rimuovere gli estremisti di destra dalla sua base di utenti, ed è diventato una piattaforma più mainstream. Joe Mulhall, un ricercatore per l'organizzazione antirazzista britannica Hope Not Hate, distingue anche altri gruppi di piattaforme alt-tech: dice che alcune di esse, come DLive e Telegram, sono piattaforme che sono diventate ampiamente popolari tra l'estrema destra a causa della loro moderazione minima; altre tra cui BitChute, Gab e Parler sono "piattaforme su misura" che sono state create da persone che hanno esse stesse "tendenze di estrema destra".
(Ethan Zuckerman)
I ricercatori hanno scoperto che le piattaforme alt-tech possono anche essere utilizzate dai gruppi di estrema destra per scopi di mobilitazione e reclutamento, ciò è più pericoloso della semplice diffusione di punti di vista.